# Capela de Nossa Senhora de Guadalupe (Raposeira)
A Capela de Nossa Senhora de Guadalupe, também conhecida como Ermida de Nossa Senhora de Guadalupe, e tradicionalmente como Aguadelupe, é um edifício religioso situado em Raposeira, no município de Vila do Bispo, no Distrito de Faro, em Portugal.
Foi construída provavelmente no século XV, embora possa ter raízes num edifício mais antigo. É considerado um dos mais relevantes monumentos históricos na região, devido à sua arquitectura nos estilos Gótico e tardo-gótico, e à sua presumível ligação ao Infante D. Henrique.
Foi classificada como Monumento Nacional em 1924.

## Descrição
O edifício está situado perto da estrada para Lagos, entre as localidades de Figueira e Raposeira, distando cerca de dois quilómetros a esta última. Geograficamente, localiza-se num vale nos limites da Serra de Espinhaço de Cão, na região do promontório de Sagres.
A capela apresenta uma aparência muito austera e sólida, sendo composto por uma só nave de três tramos, suportada nas paredes laterais por grandes contrafortes escalonados.  A cobertura é de duas águas forradas a telha vã, com várias gárgulas. A fachada frontal do edifício é rasgada por uma porta de forma ogival de aresta chanfrada, de uma só arquivolta, sendo as bases e as impostas no estilo românico. Os capitéis são decorados com cordoados e um rosto humano. Por cima situa-se uma rosácea, com um grande desvio em relação ao eixo da fachada, de formato simples e com uma cruz de pedra no centro, sendo os vãos tapados com vidros. A fachada é rematada por uma cruz, que em 1926 era de madeira, substituindo provavelmente a cruz primitiva do período gótico. O edifício possui uma segunda entrada na fachada Sul, com tancil de aresta chanfrada e impostos apenas ligeiramente decorados. Em cima desta porta situa-se uma pequena abertura de tancil recto, onde foi instalada uma sineta. Na parede oposta, foram abertas duas frestas para iluminação.

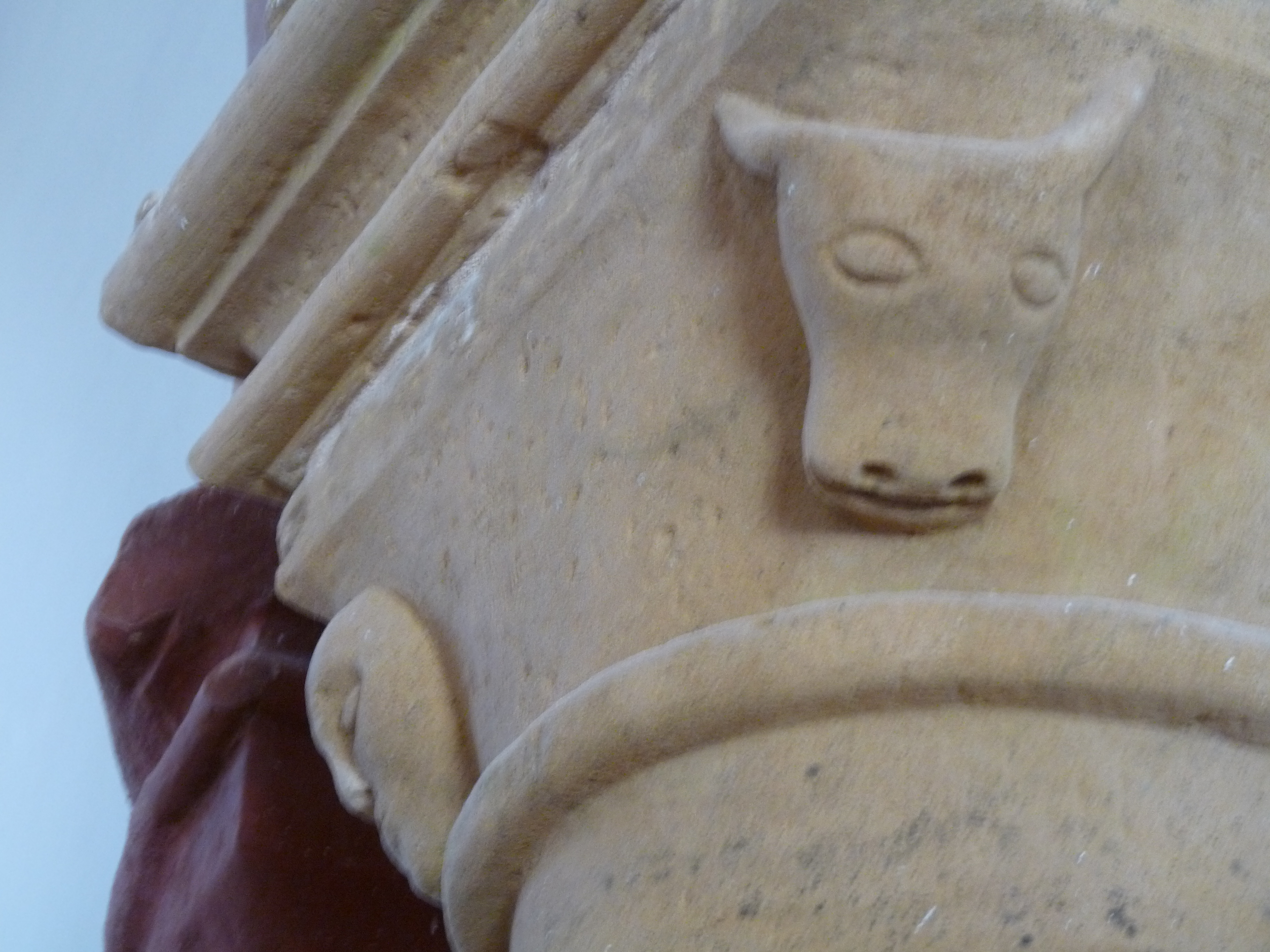
Pormenor de um capitel, decorado com uma cabeça humana e uma cabeça de animal.

A cobertura da nave é suportada por dois arcos ogivais, assentes sobre quatro mísulas em grossos botaréus. A nave está separada da capela-mor por um arco triunfal, que originalmente poderia ter atravessado por uma viga, suportada pelas impostas, que serviria para pendurar uma lâmpada. Tanto este arco como os dois da nave e os das portas são todos de aresta chanfrada e com o ponto rebaixado, elementos típicos do gótico primitivo. O arco triunfal é suportado por colunas com capitéis de cesto largo, sendo o do lado Norte decorado com uma cabeça de bovino, enquanto que o oposto tem uma cabeça humana, o que pode ser uma alusão aos evangelistas Lucas e Mateus. A capela-mor é de forma rectangular, de duplo tramo, estando coberta por uma abóbada suportada por cruzaria de ogivas, com dois florões, e que está assente sobre arcos de forma ogival, suportados por oito colunas laterais com capitéis. Estes capitéis apresentam esculturas de motivos vegetalistas, humanos e de animais, como ramos e folhagens. Os capitéis estão ligados por um friso que percorre as três paredes da capela-mor, à altura dos ábacos. A abóbada é fechada por peças de pedra, com representações humanas, celestiais e associadas à vida campestre. As representações vegetais e animais, tanto nos capitéis como nos fechos, poderão ter sido inspiradas nas espécies da região. Na capela-mor, destaca-se igualmente o janelão, separada em duas frestas rematadas por arcos de volta perfeita, que possivelmente tenha tido origem no edifício primitivo, embora a sua forma exterior terá sido adulterada por obras de reparação. O altar é composto por um simples paralelepípedo em alvenaria, construído já na época moderna, que substituiu o antigo altar gótico. No lado direito da capela-mor, anexo ao Sul do edifício, está um pequeno compartimento para a sacristia, coberto por um telhado de uma só água. Um outro elemento de interesse no interior do edifício é a pia baptismal, de construção simples em calcário, e que está suspensa numa das pilastras do primeiro arco da nave. Está decorada apenas com uma cruz e vários traços e arruelas em relevo.

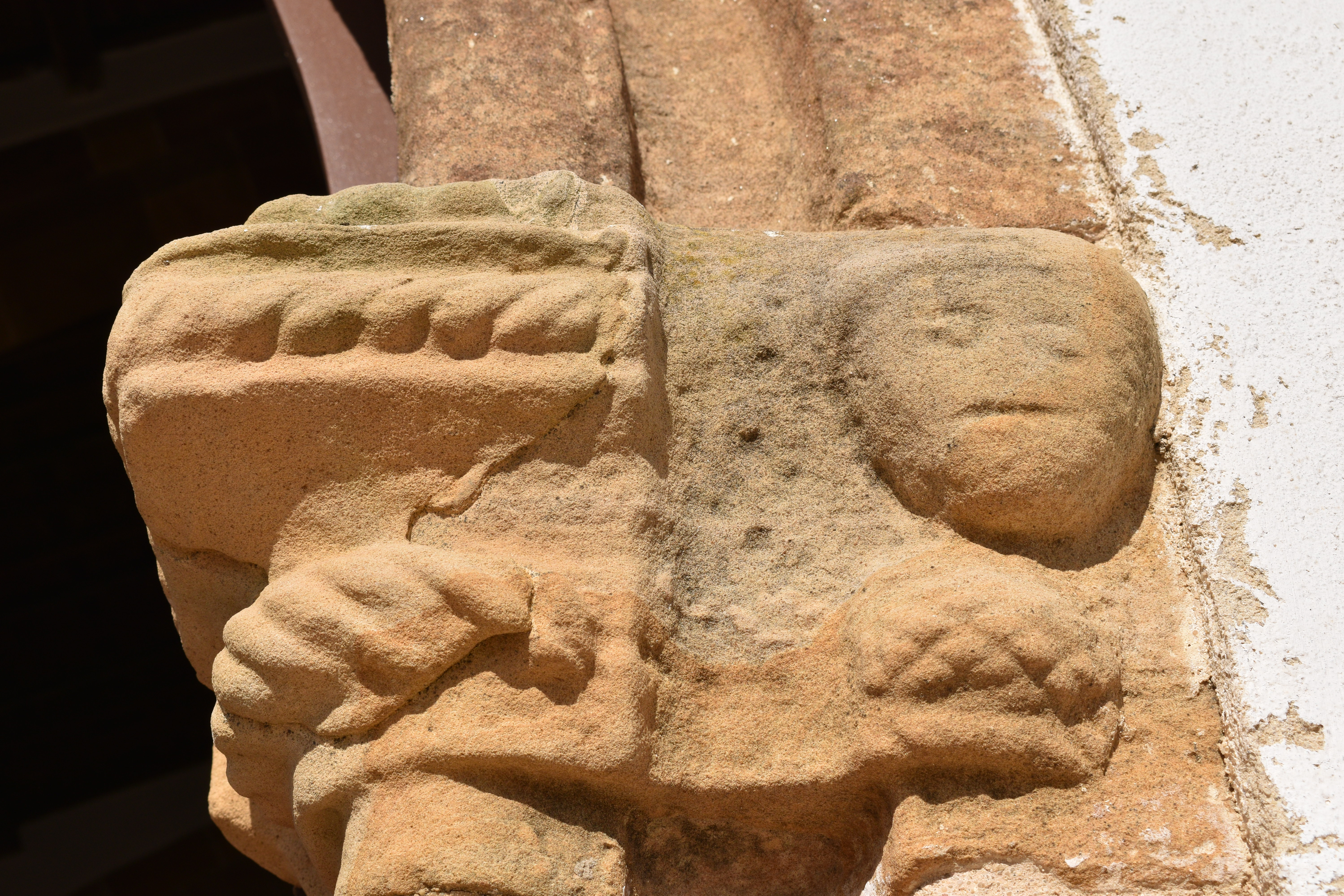
Pormenor de um capitel no portal principal, decorado com encordoados e uma cabeça humana.

Os elementos dos encordoados e as figuras humanas apresentam um estilo típico do Gótico tardio, podendo as representações das cordas, máscaras e redes ser uma alusão à libertação dos cristãos capturados pelos povos islâmicos, motivo associado à devoção de Nossa Senhora de Guadalupe. A composição sóbria do edifício é reforçada pela reduzida presença de elementos decorativos e de vãos que permitam a iluminação. A forma do edifício e a presença dos contrafortes permite uma comparação com os templos góticos construídos durante o reinado de D. Dinis, sendo diferente apenas nas dimensões e na atenção dada à iluminação, principalmente na capela-mor. Porém, esta composição austera apresenta um grande contraste em relação aos elementos decorativos, sendo alguns deles cronologicamente integrados no gótico tardio. A janela ao fundo da ábside e a planta de forma rectangular da capela-mor também são típicos dos finais do gótico, criando desta forma uma miscelânea de estilos, que indicam com um grande grau de certeza que o edifício foi alterado após a sua construção.
A capela não apresenta quaisquer inscrições, salvo duas possíveis letras I (referente ao termo latino Ioannes - João), uma na primeira mísula esquerda da nave, outra no lado exterior da cabeceira, junto ao janelão. Algumas partes da ermida ainda apresentam uma construção em grés local, em várias tonalidades, entre o vermelho escuro e o amarelo. O edifício é considerado como um dos raros exemplos da arquitectura medieval no Algarve, por ter sobrevivido ao Sismo de 1755, sendo talvez a mais antiga construção de natureza religiosa nesta parte do Barlavento Algarvio. O conjunto da capela inclui um centro de interpretação, com espaços destinados à realização de exposições.
A capela era de grande importância para a vida religiosa local, sendo normalmente utilizado em casamentos e na bênção do gado, além de ser um ponto habitual de peregrinações, especialmente durante períodos de seca. Continua a ter funções religiosas, sendo a sua principal festa realizada em Fevereiro, em honra de Nossa Senhora das Candeias, cujo ponto fulcral é a procissão das velas em redor do edifício. Este evento está ligado a uma tradição local de que se as velas entrassem no templo ainda acesas, isto garantiria uma boa receita de ervilhas quadradas. Outra importante festa na capela é a Quinta-Feira da Ascensão, durante a qual são abençoadas as espigas e o gado. Estas manifestações religiosas também estão associadas ao Nossa Senhora da Guadalupe, cuja cor negra está supostamente ligada a cultos de fertilidade.

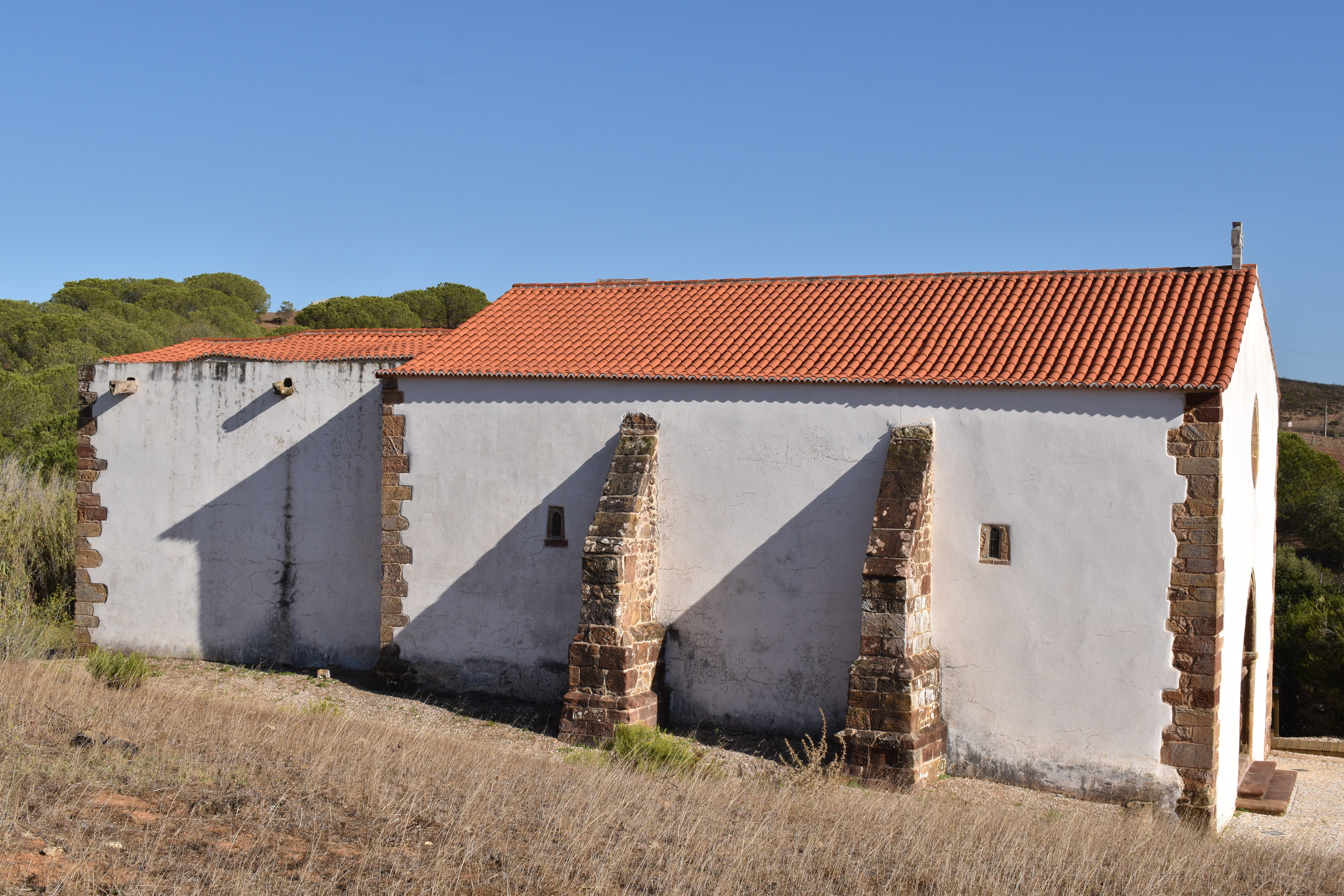
Alçado Norte da capela, mostrando os contrafortes e as gárgulas.

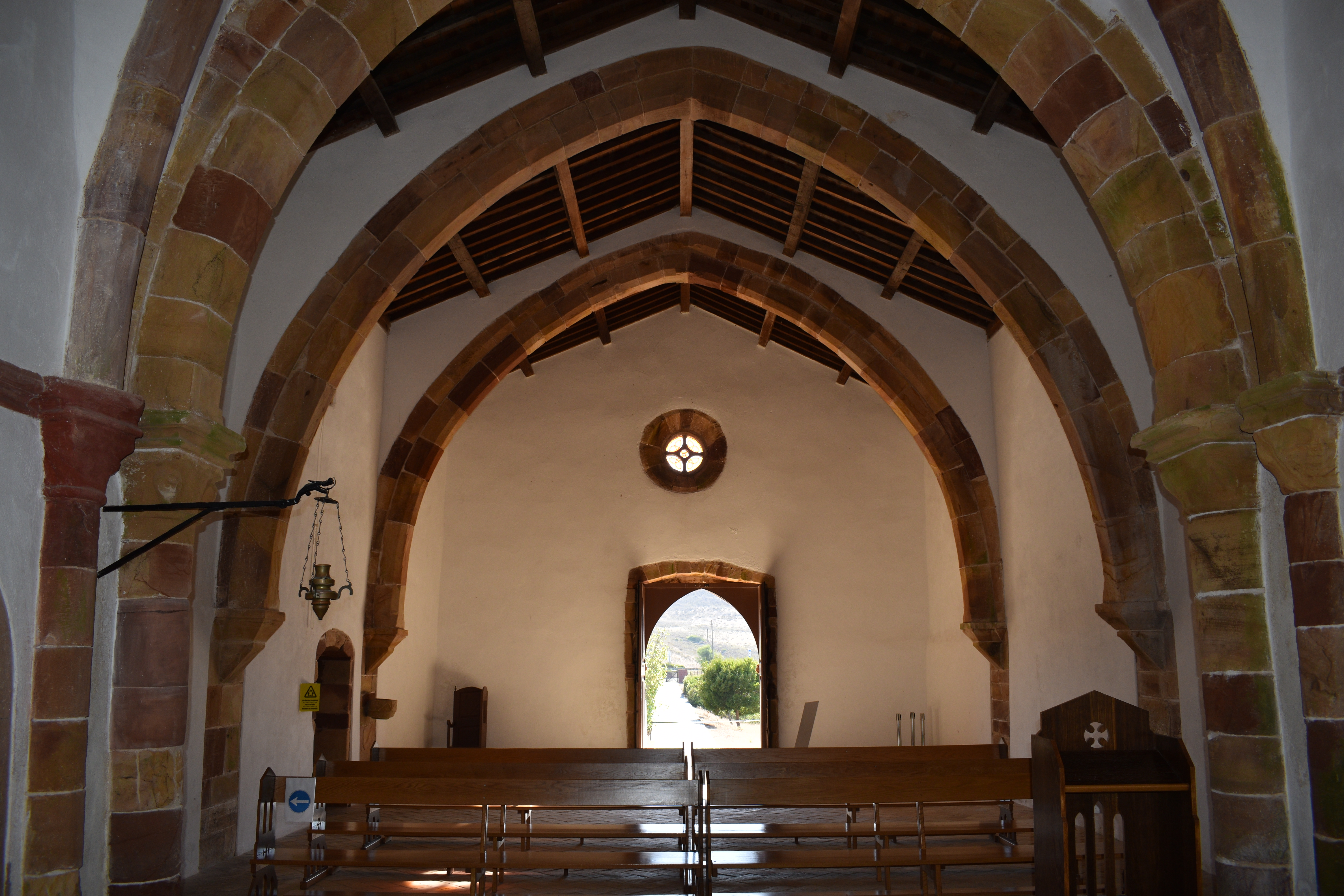
Interior da capela, visto a partir do altar-mor. Ao fundo situa-se a entrada principal do edifício, encimada por uma rosácea, enquanto à esquerda estão a porta lateral e a pia baptismal.

## História

### Antecedentes
O local onde se situa o monumento terá sido ocupado desde o período Neolítico, tendo sido encontrada, nas traseiras do edifício junto à ermida, uma lagareta que foi utilizada desde aquela época até à Idade Média. Junto à capela também foi encontrado um menir, igualmente atribuído ao Neolítico. A Capela de Nossa Senhora da Guadalupe não é um exemplo único da construção de um templo cristão junto a antigas estruturas pagãs no Algarve; por exemplo, a Igreja de Nossa Senhora do Verde, no concelho de Portimão, também foi instalada numa zona conhecida pelos seus monumentos megalíticos, junto a um antigo edifício romano, que poderia ter sido um templo. Este processo, que pode estar relacionado a uma tentativa de cristianizar as estruturas pagãs e de outras religiões, surgiu noutros pontos do país, como por exemplo em Milreu, onde o antigo templo romano foi reaproveitado para o culto cristão. A igreja da Senhora do Verde também teve um papel muito importante ligado à fertilidade agrícola, da mesma forma como a Capela de Nossa Senhora de Guadalupe insere-se em várias tradições ligadas ao gado e às culturas.

### Construção
Manuel João Paulo Rocha relata na sua obra Monografia de Lagos que no reinado de D. Dinis (r. 1279-1325) já se faziam referências à existência desta capela. Segundo o historiador, alguns autores referiram que antes de ser construída a primeira igreja em Lagos, possivelmente concluída no século XV, os habitantes daquela povoação assistiam às cerimónias religiosas na Capela de Nossa Senhora de Guadalupe.
O edifício foi dedicado a Nossa Senhora de Guadalupe, cujo culto se iniciou em Espanha no século XIII, mas que só se disseminou em Portugal após a Batalha do Salado, em 1340, tendo sido construídos vários santuários em sua invocação em território nacional. A lenda de Nossa Senhora da Guadalupe está associada aos navegantes e marinheiros, e aos combates contra os muçulmanos e ao resgate dos cristãos capturados, o que poderia explicar a instalação de um templo em sua invocação no Barlavento Algarvio, uma zona extrema do país que era frequentemente assolada por piratas islâmicos. Alguns dos elementos decorativos do edifício também apresentam figuras que podem estar ligadas ao tema dos cristãos presos. Porém, as esculturas humanas e dos encordoados são típicos do período tardo-gótico, apontando a construção da capela para meados do século XV. Isto está de acordo com as teorias do professor e historiador Manuel Castelo Ramos, que considerou que o edifício terá sido construído durante o reinado de D. Afonso V, numa época em que o Infante D. Henrique já circulava por esta região do Barlavento Algarvio. Com efeito, D. Afonso V está ligado ao culto de Nossa Senhora de Guadalupe, uma vez que em 1464 foi em peregrinação até ao Mosteiro Real de Santa Maria de Guadalupe, em Espanha. Outras teorias apontam para a sua construção no século XIII, pelos Templários, ou no século XIV. Com efeito, a forma sóbria do edifício e os grossos contrafortes laterais são semelhantes aos templos góticos do período dionisino, mas alguns elementos, nomeadamente parte da decoração e a janela na capela-mor, são mais comuns nos finais do gótico, indicado que a capela muito provavelmente terá sido alvo de intervenções após a sua construção. O investigador Francisco Augusto Garcês Teixeira calculou que a ermida foi construída entre os séculos XII, devido a certos elementos como as ogivas rebaixadas e a decoração ainda de teor românico, e XIV, período em que se expandiu consideravelmente o culto de Nossa Senhora da Guadalupe, e foi construído o santuário em Espanha. Porém, Garcês Teixeira considerou que a análise era difícil de fazer, devido à localização geográfica do edifício, à forma rude das pedras lavradas, e à pobreza dos materiais utilizados. Manuel Castelo Ramos admitiu a hipótese que poderia ter existido um edifício anterior, talvez demolida por um sismo, e que tenha sido depois reconstruída, talvez utilizando os antigos materiais. Uma possível prova deste processo são as várias imperfeições na capela, como a falta de simetria entre o pórtico e a rosácea na fachada, e entre a rosácea e a as janelas no lado oposto da nave. A capela poderá ser um dos mais antigos templos no país dedicados da Nossa Senhora de Guadalupe.

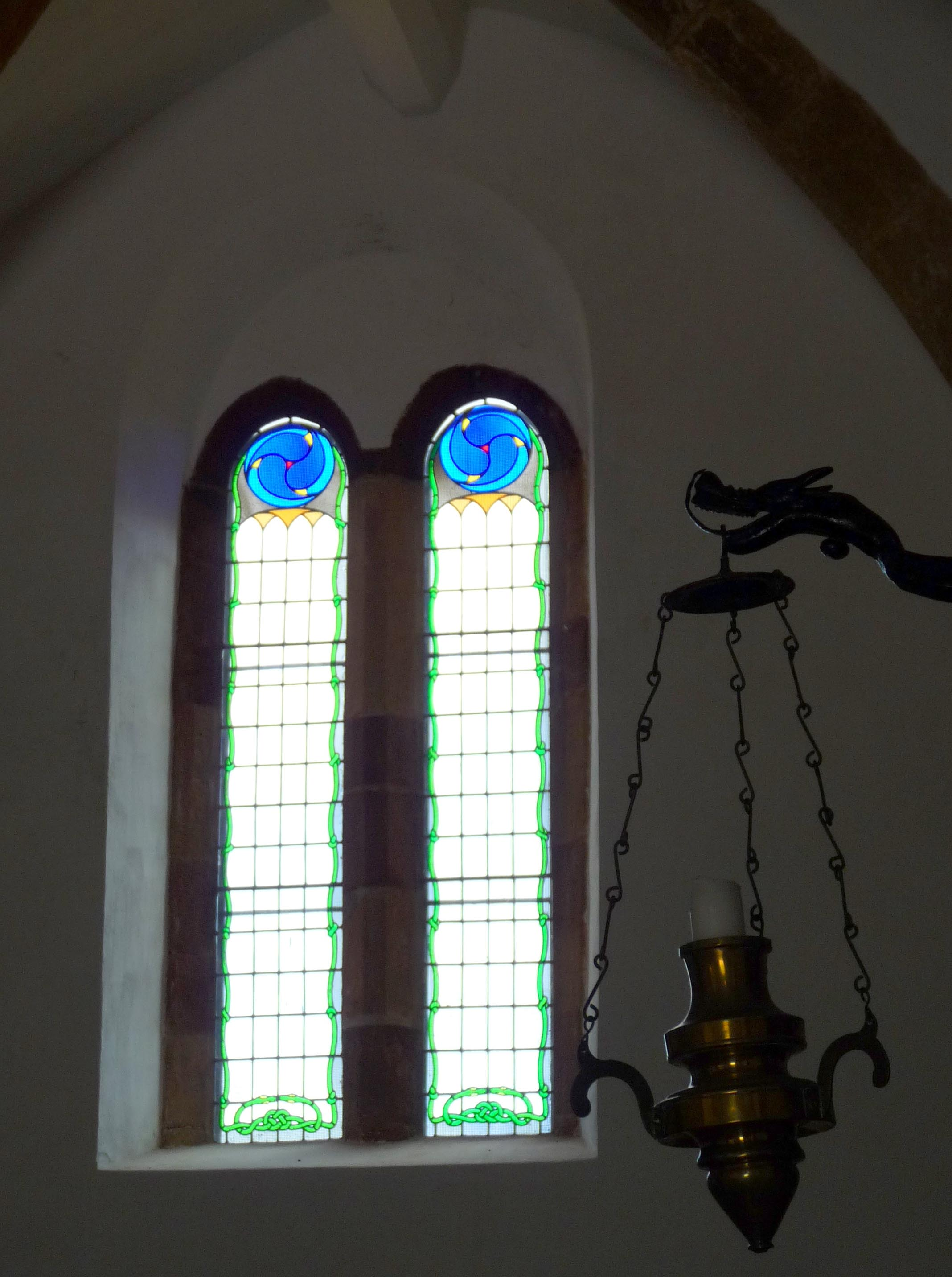
Janelão sobre o altar-mor, com vitrais.

### Séculos XV e XVIII
A capela é conhecida principalmente devido à sua associação ao Infante D. Henrique, que segundo a tradição terá orado no seu interior, nas décadas de 1450 e 1460. Silva Lopes referiu na sua obra Corografia do Algarve, publicada em 1841, que nas imediações existia um edifício onde o Infante poderá ter residido: «Na altura a E. se vêm humas paredes arruinadas e antigas, a que dão o nome de Quinta, e que talvez fosse onde o infante D. Henrique hia estar alguns dias». Este poderia ter sido o local eleito para cumprir parte do seu exílio no Algarve, após a desastrosa Batalha de Tânger, nos últimos anos da sua vida. Existem relatos da presença do Infante na Raposeira, já que foi naquela povoação que se encontrou com o navegador italiano Luís de Cadamosto. O templo em si poderá ter sido referenciado pelo cronista Gomes Eanes de Zurara na sua obra Crónica da Guiné, que falou de uma ermida de  Santa Maria da água de Lupe, no termo de Lagos. Desta forma, o edifício apresenta uma importância histórica multifacetada, sendo não só um dos mais antigos monumentos góticos na região, mas também um testemunho do período dos Descobrimentos Portugueses, estando ligado às viagens do Infante entre Lagos e a sua vila de Sagres.
Silva Lopes refere que o templo não sofreu quaisquer danos durante o Sismo de 1755, embora tenham ruído a maior parte das casas na aldeia da Raposeira.

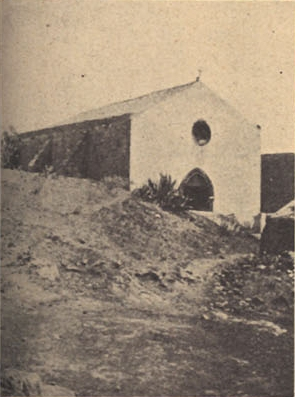
Fotografia da capela em 1928.

### Século XX
O imóvel foi classificado como Monumento Nacional pelo Decreto n.º 9842/24, de 20 de Junho. Em 1928, o edifício foi alvo de trabalhos de restauro por parte da Direcção-Geral dos Edifícios e Monumentos Nacionais. Em Junho de 1940, a capela fez parte do roteiro das Comemorações Centenárias do Estado Novo, tendo sido visitada pelo Bispo do Algarve e por vários ministros, e colocado um ramo de rosas no altar da Virgem de Guadalupe, enquanto que um grupo de pescadores cantava o hino Salvé Rainha.
Um dos principais responsáveis pela recuperação da Ermida durante o século XX foi o padre Manuel Madeira Clemente, pároco na Vila do Bispo, Raposeira e Sagres entre 1947 e 1989, tendo preservado um importante conjunto de peças de arte sacra e arqueológicas num anexo da Igreja Matriz de Vila do Bispo. Em 1954, foram feitas grandes obras, que inclui a demolição de vários elementos, como a platibanda e a cerca do adro, a reconstrução de várias partes, como os contrafortes e a armação dos telhados, e a instalação dos degraus em ambas as portas. Em 1960, o edifício voltou a ser alvo de obras. Em 1969, o edifício foi danificado por um sismo, tendo os trabalhos de reparação sido feitos ainda nesse ano. Em 1976 e em 1988, foram feitos novamente trabalhos de conservação.

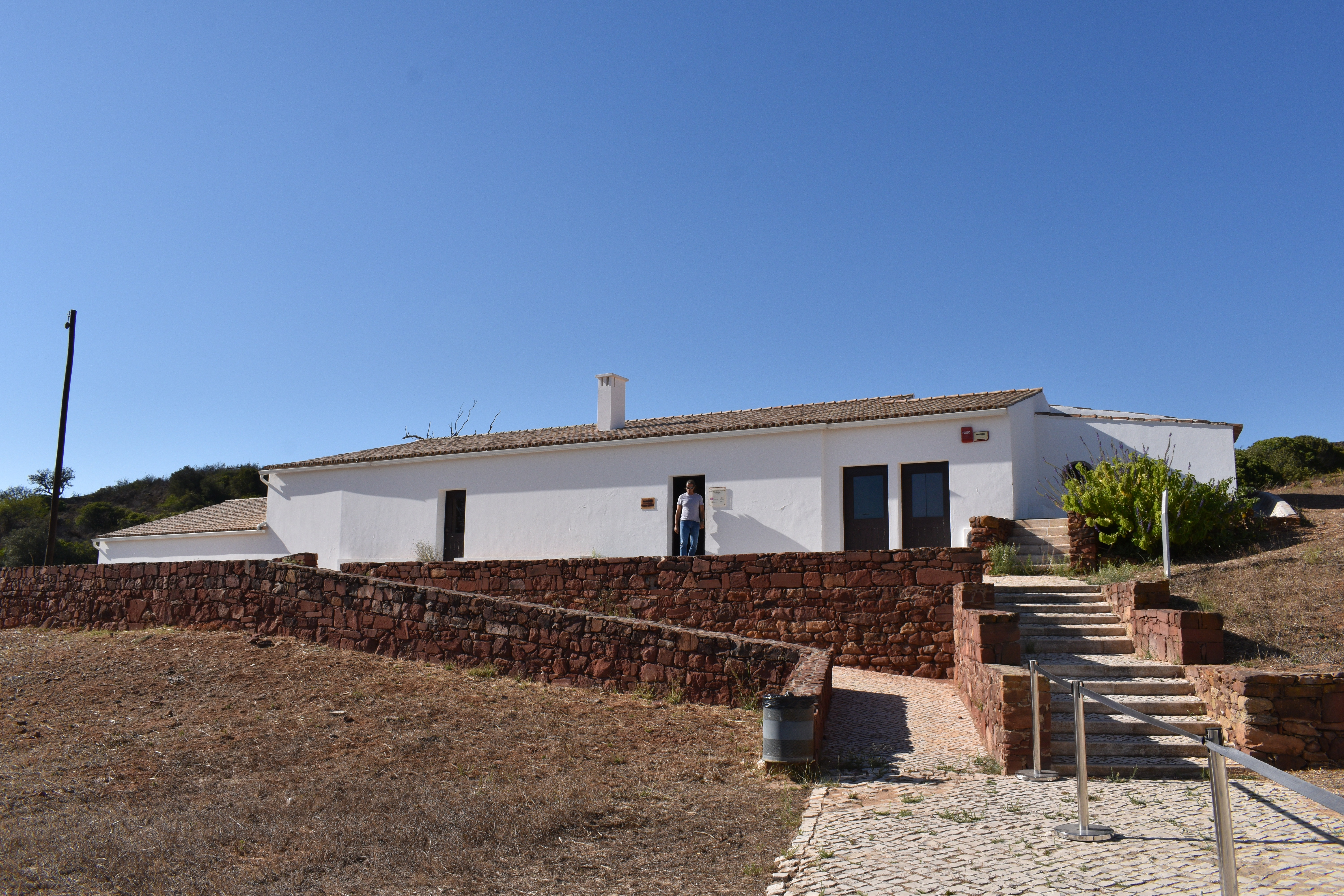
Centro de interpretação da capela.

### Século XXI
Em 2002, o Instituto Português do Património Arquitectónico promoveu obras de restauro na capela, que incluíram a reparação das paredes, fundações e dos pavimentos, limpeza, e o fornecimento de electricidade. Em 2008, foi recuperada uma antiga casa rural junto à capela, para funcionar como centro de interpretação, cuja inauguração teve lugar em 30 de Abril desse ano.
Ao longo da década de 2010, a Capela de Nossa Senhora de Guadalupe foi palco de vários eventos artísticos, maioritariamente promovidos pela programa DiVam -  Dinamização e Valorização dos Monumentos, da Direcção Regional de Cultura do Algarve. Por exemplo, em 2014, foi organizada a peça de teatro Crisíadas, para pior antes assim, em 2019, o Teatro Experimental de Lagos e a Criação de Documentos Teatrais encenaram a peça Sótão, S.A.. A capela também recebeu vários concertos de música antiga organizados pela Academia de Música de Lagos, incluindo uma actuação em 2014 pelo Ensemble Armilar, em 2017 pelo músico de cravo José Carlos Araújo, e em 2018 pelo Ensemble Algarve Camerata. Em termos de exposições, em 2015 foi organizado o ciclo de exposições 2 ou 3×7, que incluiu várias artes como música, pintura e escultura, em 2016 o ciclo Derivas Continentais, igualmente integrando trabalhos artísticos de várias áreas, e em 2018 o ciclo Dias das Virgens Negras, em homenagem às várias figuras das virgens negras no mundo. O edifício também acolheu várias conferências, incluindo o debate Fé e Memória em 2018, sobre o património religioso no Algarve, e a palestra Património que futuro?, em 2019, e foi utilizada em vários eventos relacionados com a gastronomia, como as sessões Cozinhando na Paisagem em 2015, onde se explicou a história da alimentação, desde o período dos Descobrimentos Portugueses até à época moderna, e Gastronomia do Mundo, em 2017. Em 2018 também foi aqui organizada uma sessão de cinema, com o filme Pedra e Cal, de Catarina Alves Costa, como parte do ciclo de cinema Um Mar de Filmes, O centro interpretativo da capela também acolheu exposições, incluindo a sessão Henrique, o infante que mudou o mundo, em 2011.
Em Julho de 2016, a Junta de Freguesia de Vila do Bispo e da Raposeira criticou as obras concluídas recentemente na Estrada Nacional 125, nomeadamente a rotunda para a Ermida de Nossa Senhora da Guadalupe, que tinha sido instalada «numa zona de pouca visibilidade, sem iluminação, pondo em causa a segurança dos automobilistas». Em 2019, foi aprovada uma candidatura da Direcção Regional de Cultura do Algarve para melhorar os acessos ao monumento e instalar um sistema interactivo para os visitantes, que seria financiado a 90% pela organização do Turismo em Portugal. Este programa incluía a instalação de um passadiço e uma rampa de acesso para o interior do edifício, de sinalética no interior e no exterior, e de um painel interactivo. Dentro da capela seria colocado um sistema holográfico, de forma a providenciar uma «experiência global multissensorial». Em Maio desse ano, a autarquia de Vila do Bispo lançou a aplicação de telemóvel Bispo Go, com informações sobre o património natural e histórico do concelho, incluindo a Capela de Nossa Senhora da Guadalupe.
Em Março de 2023 foi concluída uma campanha de obras nesta ermida, no sentido de facilitar as condições de acessibilidade aos visitantes de mobilidade reduzida, através da instalação de rampas, entre outras medidas. Também foram implementados vários equipamentos para melhorar a interpretação do monumento por parte dos visitantes, incluindo painéis de sinalética e um terminal informático onde é explicada a sua contextualização histórica, e no interior do santuário foi criado um efeito holográfico retratando a origem lendária do culto à Virgem de Guadalupe e da sua difusão pelo globo, e a sua ligação à capela. Esta intervenção foi realizada com o apoio financeiro do Turismo de Portugal, através do Programa de Apoio à Valorização e Qualificação do Destino.

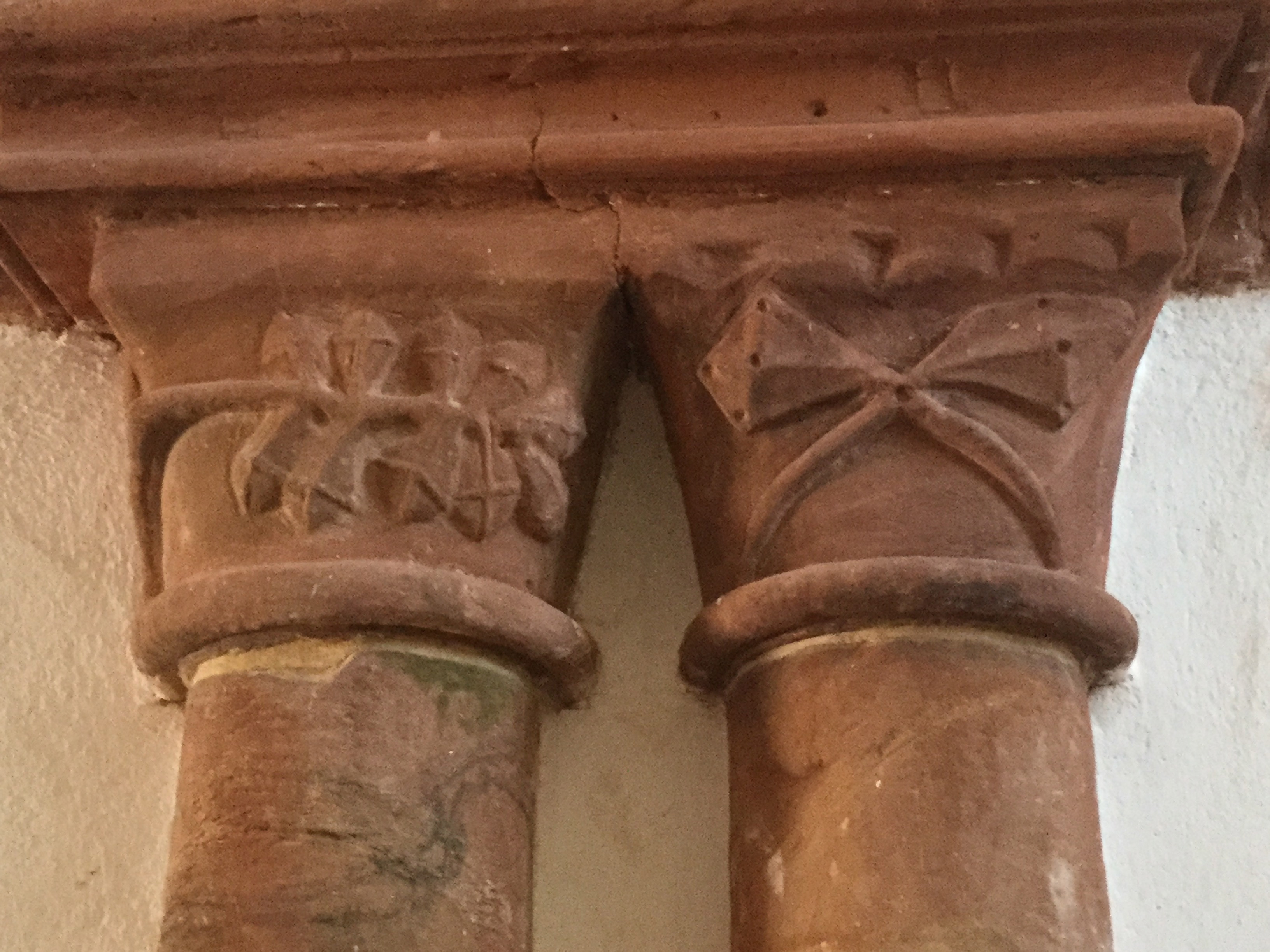
Pormenor de dois capitéis, com motivos vegetalistas.